# Lecudina lankesteri
Lecudina lankesteri is een soort in de taxonomische indeling van de Myzozoa, een stam van microscopische parasitaire dieren. Het organisme komt uit het geslacht Lecudina en behoort tot de familie Lecudinidae. Lecudina lankesteri werd in 1986 ontdekt door Theodorides & Desportes.